# Newzulu
Créée en 2013 par Alex Hartman et Peter Scarf de la société Matilda Media (en), Newzulu était une plateforme d’actualité participative composée de photographes professionnels et amateurs répartis dans le monde entier.
Les images envoyées sur leur site étaient mises à disposition des médias internationaux, l’objectif étant de fournir à la communauté Newzulu un lieu où elle pouvait à la fois publier et vendre ses images d’actualité, répondant ainsi à la demande du nombre toujours croissant de citoyens reporters.

## Histoire de l'entreprise
Le 28 mai 2013, la société australienne d'investissement média Matilda Media (en) rachète la plateforme d’actualité participative Citizenside à l'Agence France-Presse, à la société IAM et aux fondateurs de l'entreprise. Matilda annonce à cette occasion qu'elle va développer sa propre plateforme anglophone, appelé Newzulu, basée sur la technologie de Citizenside et localisée à Paris. Le 11 juillet 2013, le tribunal de commerce de Paris confirme le rachat de Citizenside par Matilda Media.

### Éditions internationales et régionales
Newzulu.com, l'édition internationale, est lancée le 21 septembre 2013 avec son application iPhone et Android.
Newzulu.co.uk, l'édition britannique, est lancée le 30 septembre 2013 avec son application. Le 1er octobre, Newzulu UK crée les Newzulu UK Reporter Awards, prix récompensant les meilleurs reporters citoyens au Royaume-Uni, avec 5 000 livres sterling de récompense à la clé aux contributeurs qui auront envoyé des photos et vidéos d'actualité dans différentes catégories.
Newzulu.us, l'édition américaine, est lancée le 7 octobre 2013, également avec son application.
L'édition australienne Newzulu.com.au est lancée le 29 août 2013 en bêta. Le 20 septembre 2013, Newzulu Australia crée à son tour les Newzulu Australia Reporter Awards, qui récompensent à hauteur de 5 000 $ les contributeurs qui auront envoyé des photos et vidéos d'actualité dans différentes catégories. Le Newzulu Australia Reporter de l'année recevra la plus grande récompense. Outre la publication sur le site, les contributions pour les Newzulu Australia Reporter Awards pourront être publiées dans les médias locaux et internationaux.
Newzulu.ca, édition canadienne bilingue français/anglais, est lancée au mois de novembre 2013.

### Restructuration stratégique et changement de nom: Newzulu devient Crowdspark
En décembre 2017, Newzulu effectue une restructuration stratégique et prend cette fois le nom de Crowdspark.

## Particularités techniques
Dès 2012, Citizenside commercialise sa solution en marque blanche. Le système de gestion de contenu (CMS) que Newzulu a racheté à Citizenside pour gérer cette plateforme est appelé le Kit Reporter, et est commercialisée auprès des sites d'actualité pour leur donner la possibilité de créer une communauté avec leurs visiteurs. Cette communauté permet de récupérer (via un CMS intégré), de vérifier (grâce à des outils de vérification avancés) et de publier des photos et vidéos d'actualité soumises par leurs lecteurs. Le kit inclut des outils très performants pour gérer une communauté et des applications mobiles permettant d'agrandir le réseau de contributeurs, afin que les lecteurs puissent envoyer des photos d'actualité en temps réel.